# Vlag van Grubbenvorst

Vlag van de gemeente Grubbenvorst

De vlag van Grubbenvorst is op 9 april 1987 vastgesteld als de gemeentelijke vlag van de voormalige gemeente Grubbenvorst in de Nederlandse provincie Limburg. Sinds 1 januari 2001 is de vlag niet langer als gemeentevlag in gebruik omdat de gemeente toen opging in de nieuw opgerichte gemeente Horst aan de Maas. De vlag kan als volgt worden beschreven:
Gevierendeeld over de scheiding van broeking en vlucht, de broeking blauw met een gele zespuntige ster en rood met een gele schijf met daarop een rood kruisje, en de vlucht rood en geel.
De vlag is afgeleid van het gemeentewapen, dat is samengesteld uit de wapens van de geslachten Van Millen (voor Grubbenvorst) en Van Baersdonck (voor de schepenbank van Lottum). In de vlag zijn twee wapenstukken overgenomen, uit beide delen van het wapen een. De vlag was ontworpen door P. Keiren te Lottum.

## Verwante afbeeldingen

Wapen van Grubbenvorst

Ambt Montfort 
· Amby 
· Arcen en Velden 
· Baexem 
· Beegden 
· Belfeld 
· Bemelen 
· Berg en Terblijt 
· Bocholtz 
· Born 
· Broekhuizen 
· Cadier en Keer 
· Echt 
· Eijsden 
· Elsloo 
· Eygelshoven 
· Geleen 
· Grathem 
· Grubbenvorst 
· Haelen 
· Heel 
· Heel en Panheel 
· Heer 
· Helden 
· Herten
· Heythuysen 
· Hoensbroek 
· Horn 
· Horst 
· Hulsberg 
· Hunsel 
· Kessel 
· Klimmen 
· Limbricht 
· Linne 
· Maasbracht 
· Maasbree 
· Margraten 
· Meerlo-Wanssum 
· Meijel 
· Melick en Herkenbosch 
· Montfort 
· Munstergeleen 
· Neer 
· Nieuwenhagen 
· Nieuwstadt 
· Nuth 
· Ohé en Laak 
· Onderbanken 
· Ottersum 
· Posterholt 
· Roggel 
· Roggel en Neer 
· Schaesberg 
· Schinnen 
· Sevenum 
· Sint Odiliënberg 
· Sittard 
· Stevensweert 
· Stramproy 
· Susteren 
· Swalmen 
· Tegelen 
· Thorn 
· Ubach over Worms 
· Ulestraten 
· Urmond 
· Valkenburg-Houthem 
· Vlodrop 
· Wessem 
· Wittem